# Wario World
Vous lisez un « bon article » labellisé en 2011.
Wario World (ワリオワールド, Wario Wārudo) est un jeu vidéo de plates-formes développé par Treasure et édité par Nintendo sur GameCube. Il est sorti au milieu de l'année 2003 dans le monde (et en 2004 au Japon). Wario, qui est pour la première fois le personnage principal d'un jeu sur console de salon, doit retrouver le trésor qu'un joyau noir lui a volé.
Le jeu a été assez bien reçu par les critiques, qui ont loué son gameplay mais regretté sa faible durée de vie. Il a également connu un succès commercial assez important, ce qui lui a valu, en 2004, le label Choix des Joueurs.

## Scénario
Le jeu s'ouvre sur un Wario heureux de son château nouvellement construit, rempli des trésors qu'il a collecté dans ses autres aventures. Il y a cependant, parmi la collection de Wario, un joyau noir qui se rebelle et détruit le château. Le joyau transforme les trésors de Wario en monstres, et son château en quatre niveaux différents. Après avoir récupéré son trésor tout au long des quatre niveaux, Wario obtient la clé pour ouvrir le coffre géant contenant le joyau noir. Ils engagent un combat ; Wario le gagne et retrouve ensuite son château.

## Système de jeu
Le gameplay de Wario World repose essentiellement sur le combat contre des ennemis, bien que l'aspect « plates-formes » soit aussi présent, comme dans Super Mario 64 et Super Mario Sunshine. Wario peut sauter, courir, frapper, effectuer une charge au sol, une « attaque éclair », attraper des objets ou des monstres inconscients, ou utiliser l'« Hyper Aspiration » pour attraper toutes les pièces situées assez proche de lui. La progression dans le jeu est assez linéaire. Les zones contiennent cependant des trappes, qui mènent à des pièces souterraines.
Pour terminer le jeu, il faut traverser les différents niveaux en terminant les deux zones qui les composent. Pour finir une zone, il faut la traverser en collectant suffisamment de diamants rouges et vaincre le boss, ce qui débloque automatiquement une autre zone. Le joueur peut alors accéder à cette deuxième zone qui, une fois terminée, permet d'accéder à l'antre du Big Boss, plus long et plus difficile à vaincre qu'un boss ordinaire. Les quatre niveaux sont Fièvre centrale, Chair de poule, Frissonville, et Terre scintillante. Le joueur peut accéder aux différents niveaux à partir d'une aire principale. Celle-ci mène également à la Place du trésor où se trouve le joyau noir.
Au cours du jeu, Wario peut obtenir des conseils de la part d'elfes, si celui-ci les libère. La qualité du château que Wario aura à la fin de l'aventure dépend du nombre total d'elfes libérés. Les ennemis vaincus, quant à eux, rapportent des pièces qui peuvent être utilisées pour acheter des objets (comme des gousses d'ail redonnant de la vie) ou pour retourner à la vie. Si Wario n'a pas assez d'argent pour retourner à la vie, quand il meurt, la partie est terminée. Les « boules gluantes » sont une nouveauté dans Wario World : si Wario les touche, il y reste collé, ce qui peut servir à atteindre des endroits inaccessibles sinon.
Enfin, si le joueur obtient tous les trésors d'une zone, il débloque des mini-jeux tirés de WarioWare : Minigame Mania sur Game Boy Advance, auxquels il peut jouer grâce au câble Nintendo GameCube Game Boy Advance.

## Développement
Wario World a été présenté pour la première fois à l'E3 2002, sous la forme d'une démo technique. Le jeu a de nouveau été exposé à l'E3 2003, avec un gameplay amélioré. Le 22 août 2002, il a été annoncé au Nintendo Gamers Summit que Wario World sortirait en Amérique du Nord le 11 novembre 2002. Le titre a ensuite été reporté au 26 mai 2003, puis finalement au 23 juin de la même année.
Le développeur de Wario World est resté inconnu jusqu'au 22 avril 2003, lorsque Nintendo a officiellement révélé que Treasure, la compagnie à l'origine des jeux à succès Gunstar Heroes et Ikaruga, était responsable du développement du jeu. Treasure et Nintendo avaient déjà collaboré sur un jeu sur Nintendo 64, Sin and Punishment: Hoshi no Keishōsha, et voulaient renouveler l'expérience. La musique du jeu a été composée par Norio Hanzawa et Minako Hamano. Wario a été doublé par Charles Martinet, qui doublait également Mario et Luigi dans la série Super Mario.

## Accueil
Wario World a été un succès commercial puisqu'en 2004, le jeu a reçu, avec Mario Golf: Toadstool Tour et F-Zero GX, le label Choix des Joueurs, attribué aux jeux s'étant bien vendus — d'importantes réductions étant alors faites sur ces jeux.
Wario World a été assez bien reçu par les critiques. Le magazine officiel Nintendo Power a affirmé que le jeu renfermait « des tonnes de fun », tandis que Game Informer a salué le fait qu'il proposait « de nombreux et impressionnants boss ». Matt Casamassina d'IGN a, lui, déclaré que le jeu proposait « quelques très bons mécanismes et des niveaux inventifs ». Greg Ford d'Electronic Gaming Monthly a au contraire affirmé qu'il ne fallait pas « s'attendre à une aventure de la qualité de celles de Mario ».
Wario World a été beaucoup critiqué pour sa faible durée de vie, certains testeurs soulignant que le jeu était plus court que la moyenne des jeux sur console. Tom Bramwell d'Eurogamer a comparé Wario World à Luigi's Mansion, un jeu également critiqué pour sa durée de vie. GameSpy a aussi regretté que le jeu soit « très court et répétitif ». De même pour GameSpot, pour qui « le produit final est trop court et simpliste pour retenir votre attention plus d'un jour ».
Du côté de la presse francophone, Gamekult salue un « gameplay efficace » et des « combos ravageurs », mais regrette que « l'aventure ne dure que deux après-midi au grand maximum », attribuant au jeu la note de 6/10. Jeuxvideo.com souligne également ce défaut, mais parle quand même d'« un titre agréable et efficace ». Pour Jeuxvideo.fr, les graphismes sont « assez décevants » et les bruitages « stressants ». Le site lui accorde la note de 5/10, concluant que Wario World « conviendra parfaitement pour un public de 6 à 11 ans ».